# El Cura
El Cura (también llamado Cortijo del Cura) es una localidad y pedanía española perteneciente al municipio de Galera, en la provincia de Granada, comunidad autónoma de Andalucía. Está situada en la parte meridional de la comarca de Huéscar. Cerca de esta localidad se encuentran los núcleos de Castilléjar, Los Olivos, Los Carriones y La Alquería.

## Historia
El pueblo debe su nombre a Don José Sánchez del Barnés, cura de Galera, que tras vivir varios años en el núcleo diseminado San José, éste terminó adoptando el nombre de El Cura en el año 1795. A partir de ahí, se fueron solicitando permisos para hacer numerosas casas-cueva hasta que poco a poco se fue formando la pedanía, dotándola de luz, agua y demás recursos que permitieron que los vecinos llevaran una vida confortable.

## Cultura

### Fiestas
El Cura celebra sus fiestas en torno al 24 de junio en honor a San Juan Bautista, patrón del pueblo.